# 暗色鬚蓋鯰
暗色鬚蓋鯰，為輻鰭魚綱鯰形目甲鯰科的其中一種，為熱帶淡水魚，分布於南美洲烏拉圭河上游流域，體長可達24.9公分，棲息在水流快速、岩石底質的底層水域，生活習性不明。

## 扩展阅读
維基物種上的相關：暗色鬚蓋鯰